# جيجا بلاست
جيجا بلاست (بالإنجليزية: Giga Blast) هو محرّك بحث حر ومفتوح المصدر، تأسس عام 2000 من المطوّر مات ويلز. تمّت كتابة الكود المصدري لمحرك البحث مفتوح المصدر بلغتي البرمجة C وC++. وتم إصداره مفتوح المصدر بموجب ترخيص أباتشي في يوليو 2013، وفي عام 2015 ادّعت الشركة أنها قامت بفهرسة أكثر من 12 مليار صفحة ويب.

## خصائص
يدعم جيجا بلاست العديد من عمليات البحث المتخصصة وعمليات الجبر المنطقي . وميزة البحث في المدونات. وتوفر ميزة تسمى (Gigabits) معلومات ذات صلة إلى ما كان المستخدم يبحث عنه. ادّعت الشركة منذ عام 2010 أن محرك البحث أصبح رائدًا في مجال الطاقة النظيفة، حيث تأتي 90% من طاقة تشغيله من طاقة الرياح.